# 칸자카 하지메

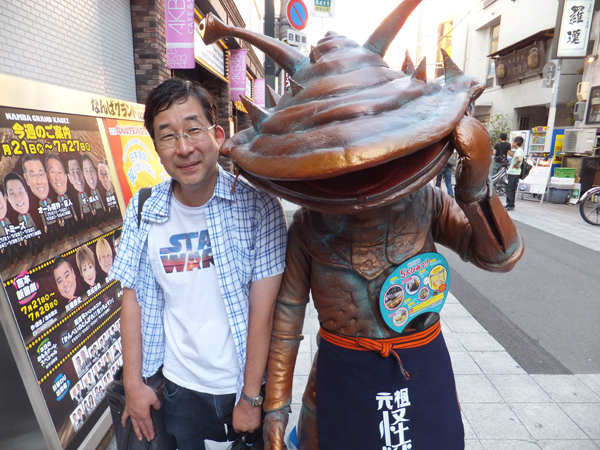

칸자카 하지메(일본어: 神坂 一: 1964년 7월 17일 - )는 일본의 소설가다. 판타지, SF 작품을 주로 집필하였다. 효고현 아사고시 출신 남성.
아시야예술학원(현재의 전문학교 아트칼리지코베)를 졸업한 뒤 샐러리맨을 하던 도중, 발작적으로 ‘제1회 판타지아 장편소설대상’에 응모하여 『슬레이어즈』 시리즈의 제1작이 되는 「슬레이어즈!」가 준입선했다(1989년). 같은 해 『월간 드래곤 매거진』에 「백마술도시의 왕자」가 게재되면서 작가로 데뷔하였다. 이후 영어덜트 소설(최근 표현으로는 라이트노벨) 분야에서 활동하였다.
라이트노벨 여명기에는 다른 업종에서 경험을 쌓은 라이터가 불려와 작품을 쓰는 것이 주류였으나, 점차로 처음부터 라이트노벨을 써서 라노베 신인상 출신으로 데뷔하는 작가들이 등장하게 되는데, 칸자카 하지메는 그 선구자였다고 할 수 있다. 이후 판타지아 장편소설 대상 8 - 20회 최종선고위원도 맡았다.
이후 회사를 퇴사하고 전업 작가가 되었다. 대박을 터뜨린 『슬레이어즈』 시리즈는 본편이 2000년 완결되었고, 단편을 2011년까지 연재하다가 2018년 본편을 18년만에 재개했다.

## 작품 목록
후지미 판타지아 문고
- 슬레이어즈 시리즈 (일러스트: 아라이즈미 루이)
  - 슬레이어즈 본편 총 17권 (2022년 현재)
  - 슬레이어즈 스페셜 전30권
  - 슬레이어즈 스매쉬 전5권
  - 슬레이어즈 셀렉트 전5권
  - 슬레이어즈 25주년 앤솔로지
- 로스트 유니버스 전5권 (일러스트: 요시나카 쇼코)
- 크로스 카디아 전6권 (일러스트: 타니구치 요시타카)
- 어비스 게이트 총 3권 (일러스터: 요시즈미 카즈유키)

가도카와 스니커 문고
- 하루여행 퀘스트 전4권 (일러스트: 스즈키 마사히사)
- 어둠의 운명을 등에 진 자 전3권 (일러스트: 키무라 아키히로)
- O. P. 헌터 단권 (일러스트: 요시자키 미네 외)
- 트러블슈터 세리프 스타즈 전9권 (일러스트: 미츠요시 켄지)
- 도어스 전2권 (일러스트: 키시와다 로빈)

카도카와 미니문고
- 슬레이어즈 딜리셔스 전4권

TO문고
- 요괴절반 학생절반